# Goulet d'étranglement (route)
Pour les articles homonymes, voir Goulot d'étranglement.

Goulet d'étranglement créé par une voie en construction ou réparation.

En circulation routière, un goulet d'étranglement (« goulot », parfois entendu, est du registre relâché) est une limitation de la circulation des véhicules à un endroit donné de la route, engendré généralement par une baisse du nombre de voies de circulation disponibles. Contrairement à l'embouteillage, le goulet d'étranglement est le résultat de conditions physiques spécifiques et souvent temporaires.

## Causes
Le goulet d'étranglement routier peut être causés par un grand nombre de choses. Il peut être : 
- structurel, ainsi quand une section étroite (par exemple, une route à deux fois une voie) succède sur un itinéraire à une section plus large (par exemple, une route à deux fois deux voies) ou bien en présence d'aménagements quand est nécessaire un bref arrêt des véhicules, ou une simple ralentissement (telle une barrière de péage ou de contrôle frontalier) ;
- ou temporaire, ainsi quand il est le résultat de la fermeture d'une voie à la suite d'un accident ou de travaux d'entretien de la chaussée.

Les goulets d'étranglement peuvent également être liés à l'environnement physique, quand une caractéristique locale de la route peut y provoquer un ralentissement des véhicules. Ainsi, une section de routes située en haut de colline ou en courbe très prononcée peuvent engendrer un goulet d'étranglement.